# Bolivaremia domenechi
Bolivaremia domenechi är en insektsart som beskrevs av Morales-agacino 1949. Bolivaremia domenechi ingår i släktet Bolivaremia och familjen Dericorythidae.

## Underarter
Arten delas in i följande underarter:
- B. d. domenechi
- B. d. laevigata